# Gebouw voor Kunsten en Wetenschappen (Den Haag)
Het Gebouw voor Kunsten en Wetenschappen (bekend als K & W) was een theater-, concert- en evenementengebouw aan de Zwarteweg, hoek Muzenstraat, in Den Haag. Het werd officieel geopend op 2 december 1874 en door brand verwoest op 18 december 1964.

## Geschiedenis

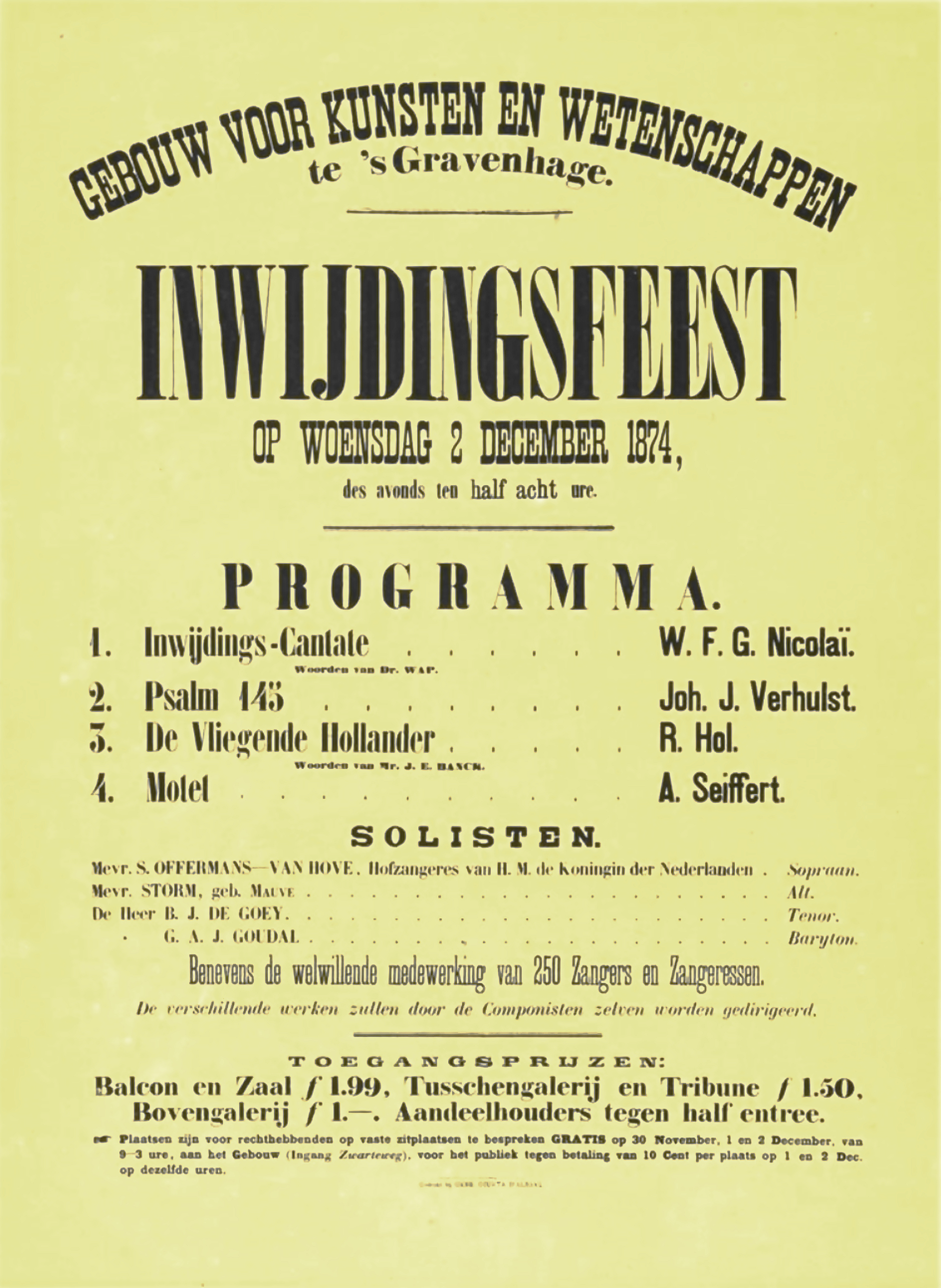
Affiche inwijdingsfeest 1874

Het werd gebouwd naar ontwerp van de architecten Eugen Gugel en G.C. Verschoor aan het water van de Oost Singelsgracht aan de toenmalige rand van het centrum van Den Haag, op korte afstand van het in 1870 geopende Rhijnspoorstation (het latere station Den Haag Staatsspoor). Er stonden nog slechts enkele huizen tussen tuinen en bleekvelden.
Bij de opening op 2 december 1874 werd een speciaal gecomponeerde Inwijdings-Cantate van Willem Nicolaï ten gehore gebracht, na de pauze gevolgd door werken van Johannes Verhulst, Richard Hol en August Seiffert. Elk werk werd gedirigeerd door de componist zelf.
De zaal in het gebouw kon plaats bieden aan 2088 personen. In de loop der jaren vonden verbouwingen plaats. In 1889 werd de zaal oplopend gemaakt en in 1905 werd het toneel verhoogd en vergroot en werd de orkestbak verdiept, zodat ook opera's konden worden opgevoerd. In 1924 werden zij- en achtertonelen toegevoegd. In 1927 werd de entree aan de Zwarteweg verbreed naar ontwerp van de architect S. de Clercq en de directeur van het gebouw, J. Meihuizen.
K & W was vooral bekend om zijn culturele agenda. De voornaamste functie was die van concertzaal, hoewel de zaalakoestiek te wensen overliet. Van 1903 tot 1964 concerteerde er in het winterseizoen het Residentie Orkest ('s zomers trad het op in de Kurzaal te Scheveningen). Ook het Concertgebouworkest uit Amsterdam had tientallen jaren een eigen concertserie (de "Mengelberg-concerten") in K & W. Verder vonden er theater- en operavoorstellingen, congressen, sportactiviteiten en politieke manifestaties plaats en werden er tentoonstellingen gehouden en feesten gegeven.
Tijdens de Tweede Wereldoorlog raakte K & W beschadigd. Hoewel de schade werd hersteld, heeft na de oorlog nooit grondig onderhoud plaatsgevonden, zodat het gebouw in de jaren zestig een verwaarloosde indruk maakte. In 1964 werd K & W overgenomen door de Exploitatie Maatschappij Scheveningen, toen eigendom van vastgoedhandelaar Reinder Zwolsman. De EMS sloot het pand in augustus 1964 wegens achterstallig onderhoud en het Residentie Orkest week ook voor de winterconcerten uit naar de Kurzaal. Voor K & W werden plannen gemaakt voor renovatie, maar in december van datzelfde jaar brandde het gebouw geheel af. Een oorzaak (kortsluiting of brandstichting?) werd nooit gevonden. 
Toevallig op de avond van diezelfde dag opende burgemeester Kolfschoten het nieuwe theater PePijn van Paul van Vliet met de woorden: La Reine est morte, vive le petit prince ("De koningin is dood. Leve de kleine prins"). Bij de brand gingen de decors van de Snip en Snap Revue en attributen (toeters) van de komiek Toby Rix verloren. Voor Rix werd een landelijke actie gehouden, waarbij een grote hoeveelheid toeters werd ingezameld.
In 1998 werd op deze plek de hoogbouw geopend van het Ministerie van VWS, het gebouw Castalia. Het stond in andere gedaante sinds 1967 bekend als het Transitorium, waarin kantoren van de rijksoverheid waren gehuisvest.

## Galerij

### Foto's

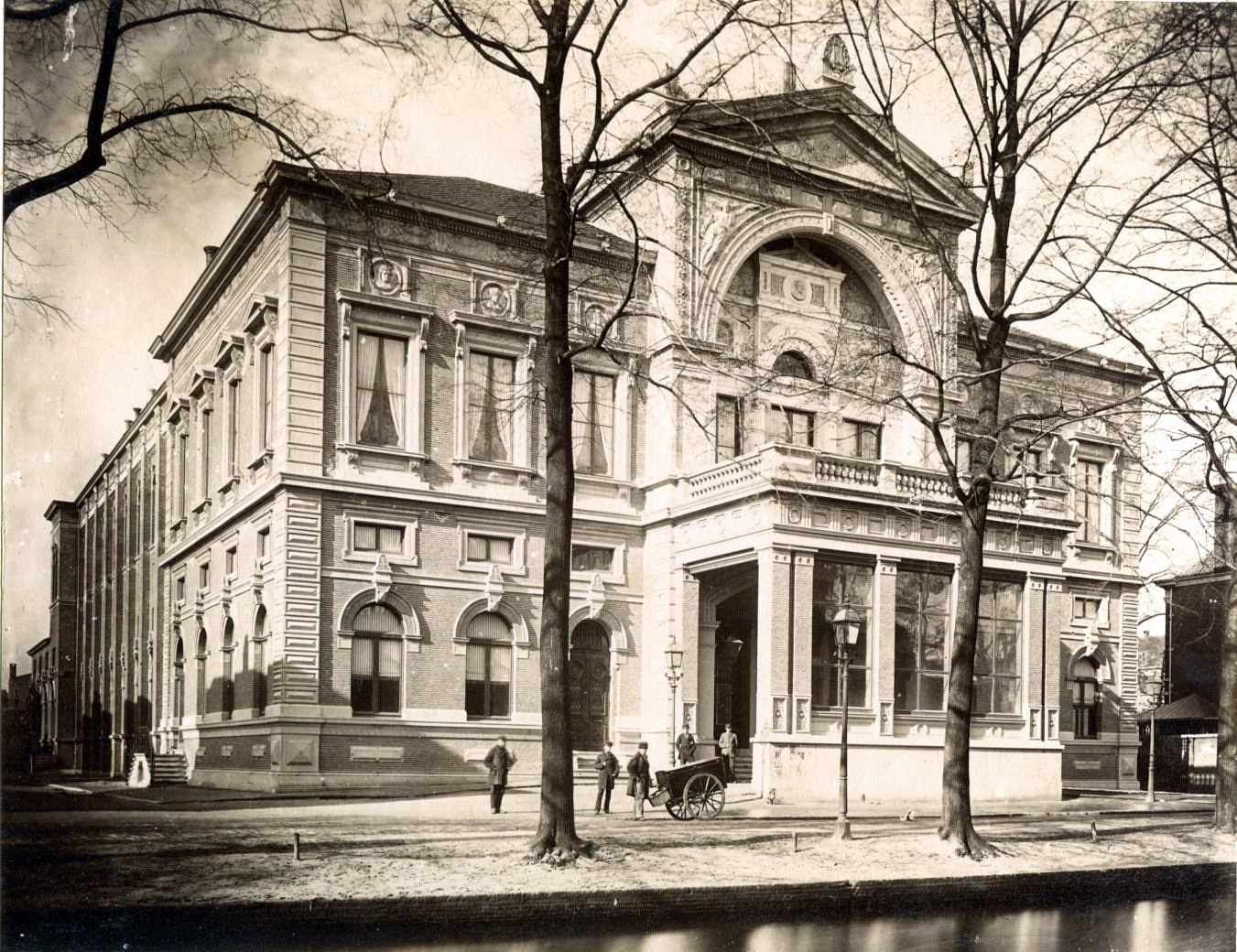
K&W in 1880
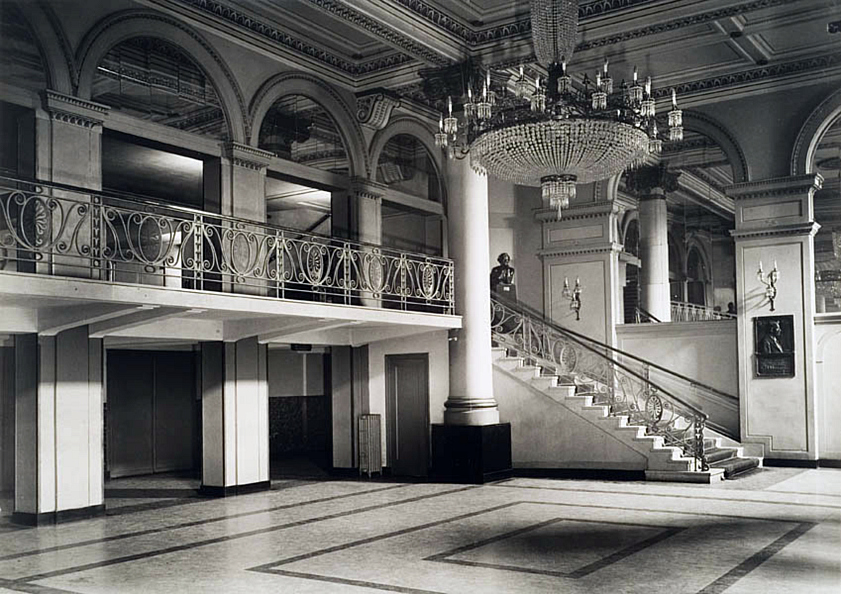
Entree van K&W in 1927
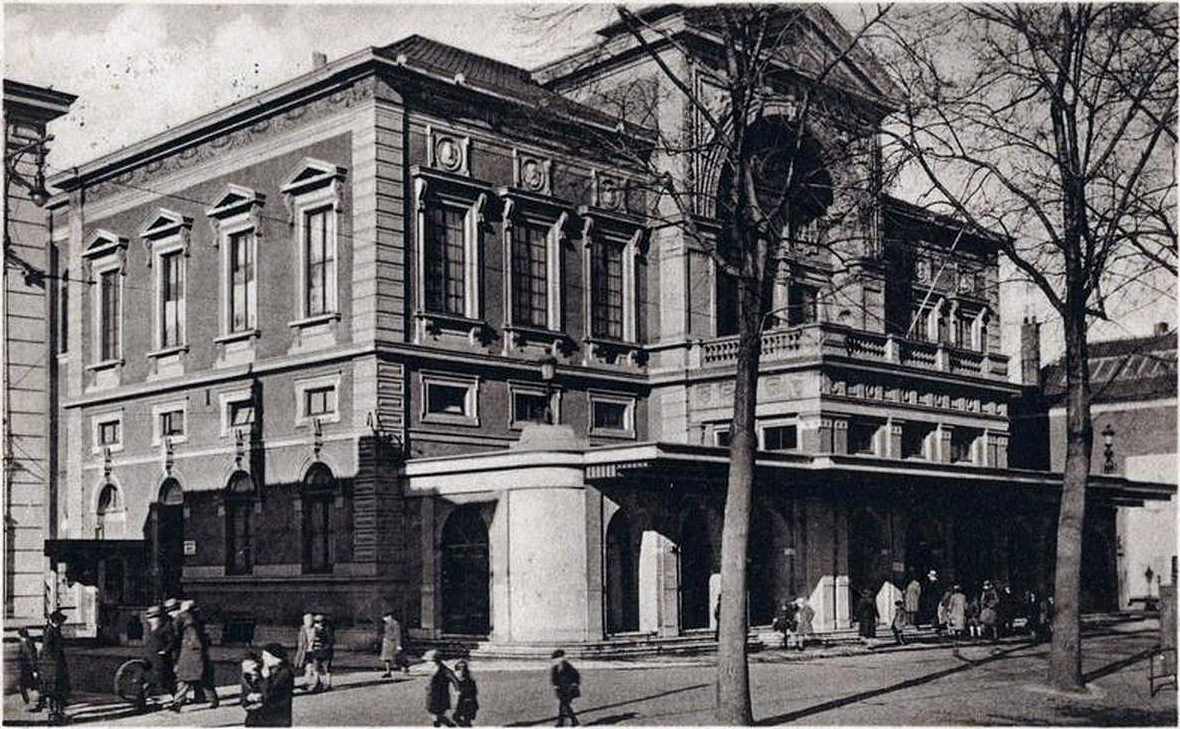
K&W in 1930, met nieuwe entree
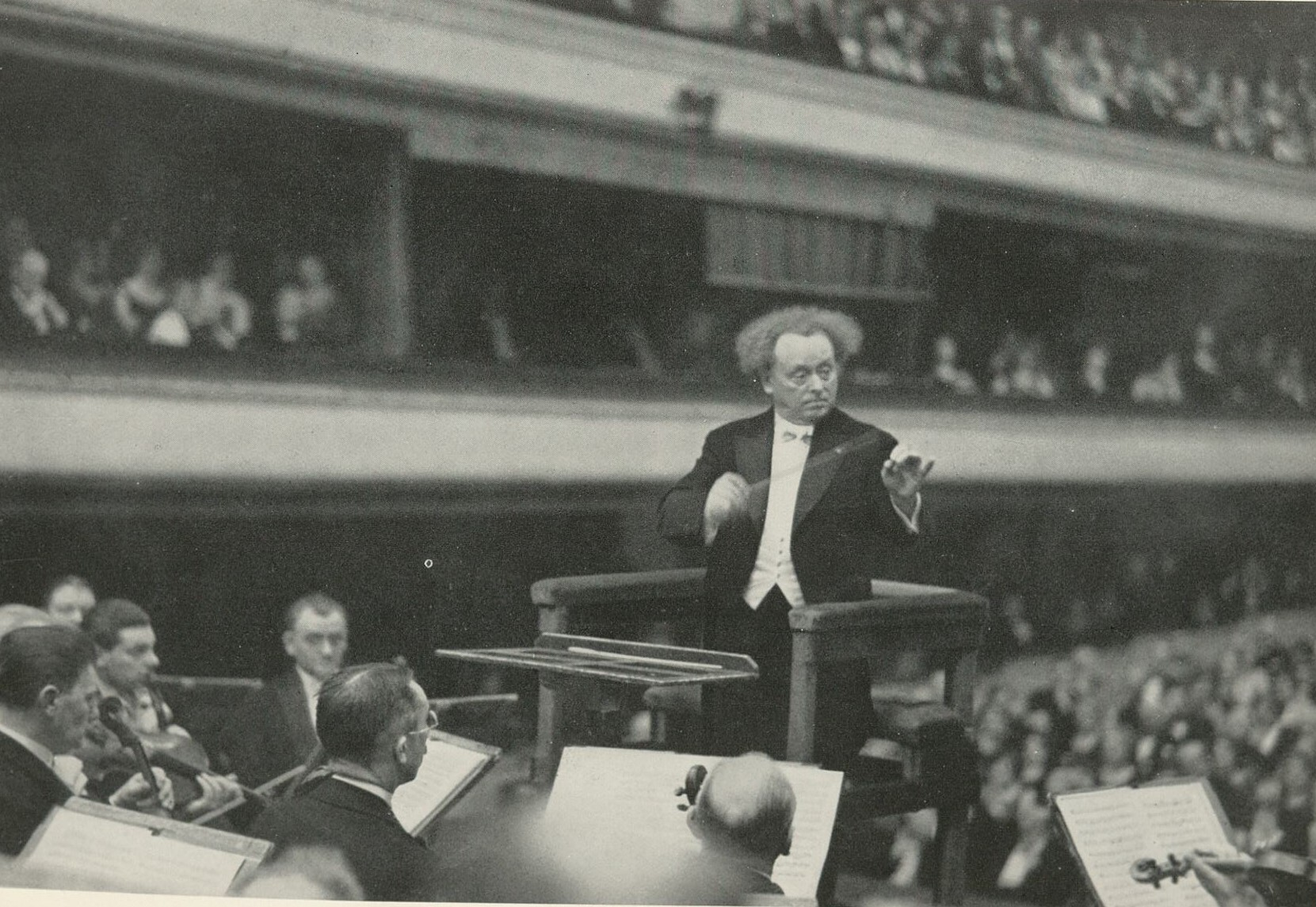
Willem Mengelberg dirigeert in K&W, 1931
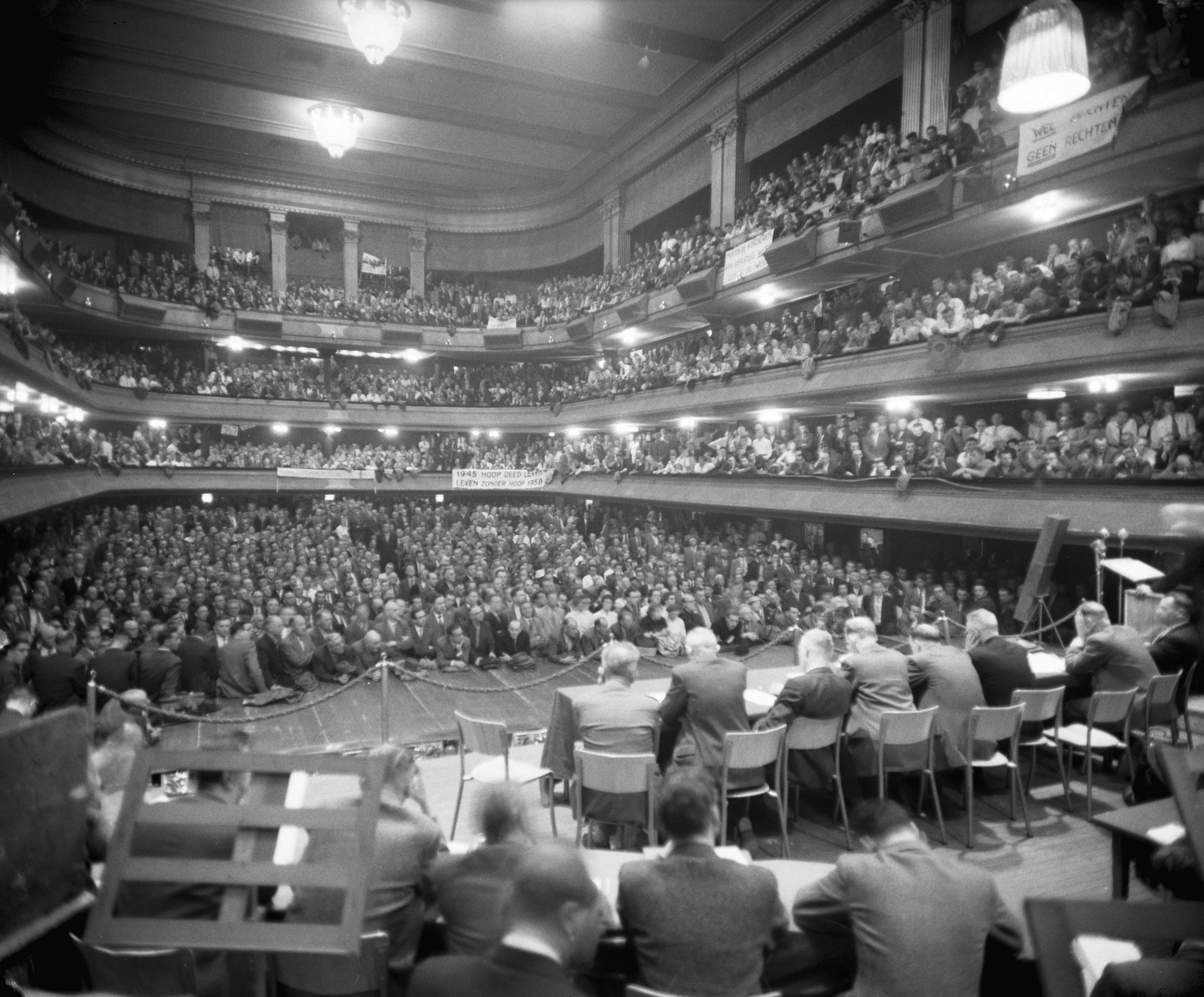
Protestvergadering van spoorwegpersoneel in K&W, 1958
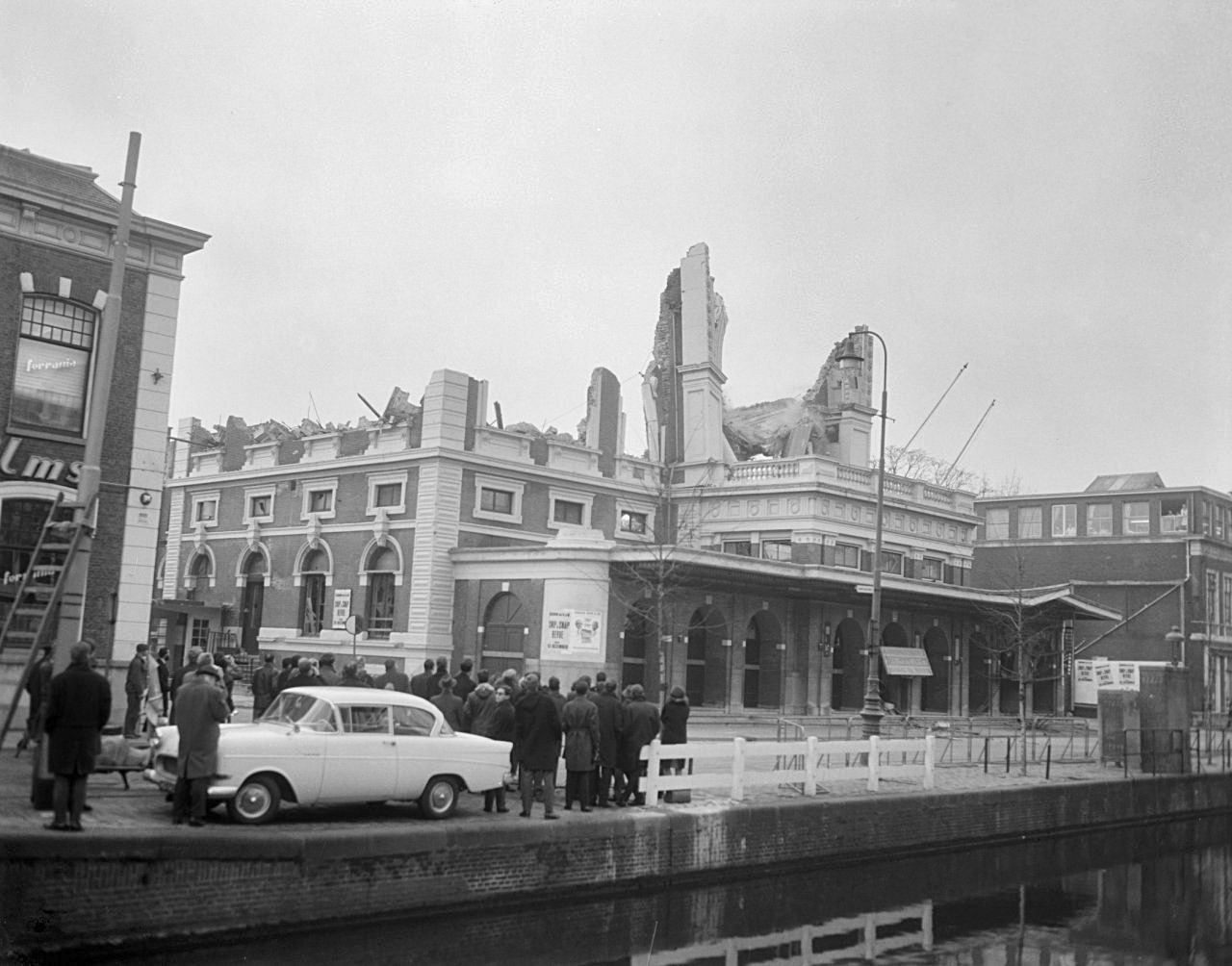
Exterieur K&W kort na de brand
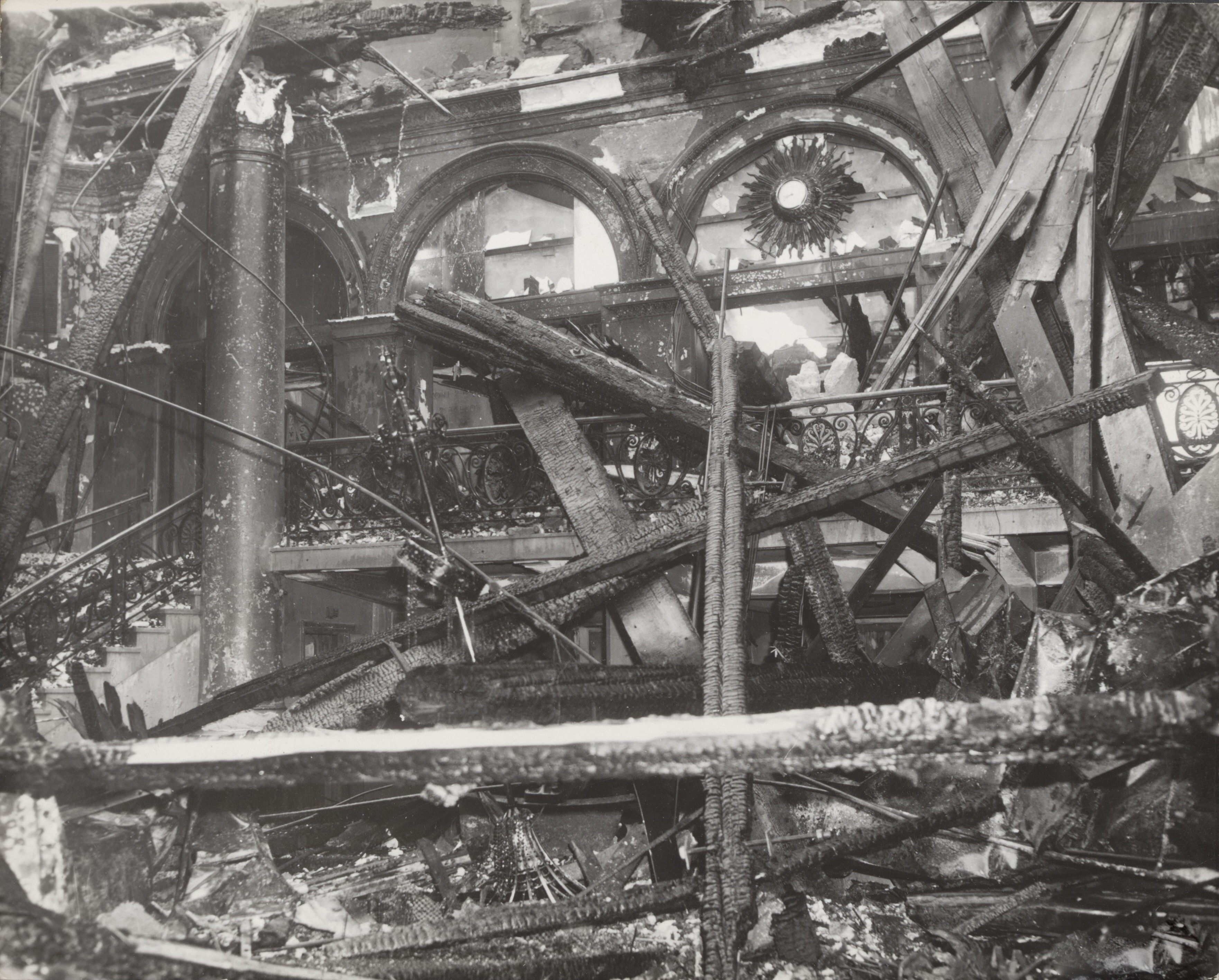
Interieur K&W kort na de brand

### Video's
- 1939: Duke Ellington in K&W
- 1960: Bijeenkomst politiedemonstratie
- 1964: De brand en schade

## Extra
- K & W speelt een prominente rol in de plot van het in 1959 verschenen jeugdboek Stampij om een Schuiftrompet uit de Bob Evers-serie van Willy van der Heide.